# Болгарія на літніх Олімпійських іграх 2016
Болгарія на літніх Олімпійських іграх 2016 була представлена 51 спортсменами у 14 видах спорту.

## Медалісти
| Медалі | Спортсмени                                                                                           | Вид спорту     | Дисципліна                                | Дата      |
| ------ | --- | -------------- | ----------------------------------------- | --------- |
| Срібло | Мірела Демірева                                                                                      | Легка атлетика | жінки, стрибки у висоту                   | 14 серпня |
| Бронза | Еліца Янкова                                                                                         | Боротьба       | жінки, до 48 кг                           | 19 серпня |
| Бронза | Ренета Камберова Любоміра Казанова Міхаела Маєвська-Велічкова Цветеліна Найденова Хрістіана Тодорова | Гімнастика     | художня гімнастика, групове багатоборство | 19 серпня |

## Спортсмени
| Дисципліна                      | Чоловіки | Жінки | Разом |
| ------------------------------- | -------- | ----- | ----- |
| Легка атлетика                  | 5        | 6     | 11    |
| Бадмінтон                       | 0        | 3     | 3     |
| Бокс                            | 2        | 1     | 1     |
| Веслування на байдарках і каное | 2        | 0     | 2     |
| Велоспорт                       | 1        | 0     | 1     |
| Фехтування                      | 1        | 0     | 1     |
| Гімнастика                      | 0        | 6     | 6     |
| Дзюдо                           | 2        | 0     | 2     |
| Сучасне п'ятиборство            | 1        | 0     | 1     |
| Академічне веслування           | 2        | 0     | 2     |
| Стрільба                        | 2        | 1     | 3     |
| Плавання                        | 2        | 1     | 3     |
| Теніс                           | 1        | 1     | 2     |
| Боротьба                        | 8        | 3     | 11    |
| Разом                           | 29       | 22    | 51    |

## Легка атлетика
Легенда
- Note – для трекових дисциплін місце вказане лише для забігу, в якому взяв участь спортсмен
- Q = пройшов у наступне коло напряму
- q = пройшов у наступне коло за добором (для трекових дисциплін - найшвидші часи серед тих, хто не пройшов напряму; для технічних дисциплін - увійшов до визначеної кількості фіналістів за місцем якщо напряму пройшло менше спортсменів, ніж визначена кількість)
- NR = Національний рекорд
- N/A = Коло відсутнє у цій дисципліні
- Bye = спортсменові не потрібно змагатися у цьому колі

Трекові і шосейні дисципліни
| Спортсмен          | Дисципліна                                  | Попередній забіг | Попередній забіг | Чвертьфінал | Чвертьфінал | Півфінал  | Півфінал | Фінал            | Фінал            |
| Спортсмен          | Дисципліна                                  | Результат        | Місце            | Результат   | Місце       | Результат | Місце    | Результат        | Місце            |
| ------------------ | ------------------------------------------- | ---------------- | ---------------- | ----------- | ----------- | --------- | -------- | ---------------- | ---------------- |
| Мітко Ценов        | біг на 3000 метрів з перешкодами (чоловіки) | 8:54.79          | 14               | Н/Д         | Н/Д         | Н/Д       | Н/Д      | Завершив виступ  | Завершив виступ  |
| Сільвія Данекова   | біг на 3000 метрів з перешкодами (жінки)    | DNS              | DNS              | Н/Д         | Н/Д         | Н/Д       | Н/Д      | Завершила виступ | Завершила виступ |
| Івет Лалова-Колліо | біг на 100 метрів (жінки)                   | не брав участі   | не брав участі   | 11.35       | 3 Q         | DNS       | DNS      | Завершила виступ | Завершила виступ |
| Івет Лалова-Колліо | біг на 200 метрів (жінки)                   | 22.61            | 1 Q              | Н/Д         | Н/Д         | 22.42     | 2 Q      | 22.69            | 8                |
| Міліца Мірчева     | марафонський біг (жінки)                    | Н/Д              | Н/Д              | Н/Д         | Н/Д         | Н/Д       | Н/Д      | 2:51:06          | 108              |

Технічні дисципліни
Чоловіки
| Спортсмен      | Дисципліна        | Кваліфікація       | Кваліфікація | Фінал              | Фінал           |
| Спортсмен      | Дисципліна        | Результат у метрах | Місце        | Результат у метрах | Місце           |
| -------------- | ----------------- | ------------------ | ------------ | ------------------ | --------------- |
| Румен Дімітров | потрійний стрибок | 16.36              | 26           | Завершив виступ    | Завершив виступ |
| Георгій Іванов | штовхання ядра    | 19.49              | 25           | Завершив виступ    | Завершив виступ |
| Тихомир Іванов | стрибки у висоту  | 2.29               | 1 Q          | 2.29               | 10              |
| Георгі Цонов   | потрійний стрибок | 15.20              | 39           | Завершив виступ    | Завершив виступ |

Жінки
| Спортсменка          | Дисципліна        | Кваліфікація       | Кваліфікація | Фінал              | Фінал            |
| Спортсменка          | Дисципліна        | Результат у метрах | Місце        | Результат у метрах | Місце            |
| -------------------- | ----------------- | ------------------ | ------------ | ------------------ | ---------------- |
| Мірела Демірева      | стрибки у висоту  | 1.94               | 9 Q          | 1.97               | 2                |
| Радослава Мавродієва | штовхання ядра    | 17.20              | 21           | Завершила виступ   | Завершила виступ |
| Габріела Петрова     | потрійний стрибок | 13.92              | 22           | Завершила виступ   | Завершила виступ |

## Бадмінтон
| Спортсмен                      | Дисципліна               | Груповий етап                         | Груповий етап                           | Груповий етап                              | Груповий етап | Вибування                       | Чвертьфінал        | Півфінал           | Фінал / БМ         | Фінал / БМ       |
| Спортсмен                      | Дисципліна               | Суперник Результат                    | Суперник Результат                      | Суперник Результат                         | Місце         | Суперник Результат              | Суперник Результат | Суперник Результат | Суперник Результат | Місце            |
| ------------------------------ | ------------------------ | ------------------------------------- | --------------------------------------- | ------------------------------------------ | ------------- | ------------------------------- | ------------------ | ------------------ | ------------------ | ---------------- |
| Лінда Зечірі                   | одиночний розряд (жінки) | Гілмур (GBR) W (12–21, 21–17, 21–16)  | Жаке (SUI) W (21–17, 21–15)             | Н/Д                                        | 1 Q           | Sung J-h (KOR) L (15–21, 12–21) | Завершила виступ   | Завершила виступ   | Завершила виступ   | Завершила виступ |
| Габріела Стоєва Стефані Стоєва | Парний розряд (жінки)    | Tang Yt / Yu Y (CHN) L (14–21, 11–21) | Чан Є Н / Лі С Х (KOR) L (22–24, 15–21) | Голишевскі / Нельте (GER) W (21–14, 21-19) | 3             | Н/Д                             | Завершила виступ   | Завершила виступ   | Завершила виступ   | Завершила виступ |

## Бокс
| Спортсмен         | Категорія           | 1/16 фіналу          | 1/8 фіналу         | Чвертьфінали       | Півфінали          | Фінал              | Фінал            |
| Спортсмен         | Категорія           | Суперник Результат   | Суперник Результат | Суперник Результат | Суперник Результат | Суперник Результат | Місце            |
| ----------------- | ------------------- | -------------------- | ------------------ | ------------------ | ------------------ | ------------------ | ---------------- |
| Даніель Асенов    | до 52 кг (чоловіки) | Martínez (ARG) W 2–1 | Фліссі (ALG) L 0–3 | Завершив виступ    | Завершив виступ    | Завершив виступ    | Завершив виступ  |
| Сімеон Чамов      | до 69 кг (чоловіки) | Şipal (TUR) W 3–0    | Аді (THA) L 0–3    | Завершив виступ    | Завершив виступ    | Завершив виступ    | Завершив виступ  |
| Станіміра Петрова | до 51 кг (жінки)    | Н/Д                  | Коб (UKR) L 1–2    | Завершила виступ   | Завершила виступ   | Завершила виступ   | Завершила виступ |

## Веслування на байдарках і каное

### Спринт
| Спортсмен       | Дисципліна             | Заїзди   | Заїзди | Півфінали       | Півфінали       | Фінал           | Фінал           |
| Спортсмен       | Дисципліна             | Час      | Місце  | Час             | Місце           | Час             | Місце           |
| --------------- | ---------------------- | -------- | ------ | --------------- | --------------- | --------------- | --------------- |
| Мірослав Кірчев | Б-1, 1000 м (чоловіки) | 3:39.363 | 6      | Завершив виступ | Завершив виступ | Завершив виступ | Завершив виступ |
| Ангел Кодінов   | К-1, 200 м (чоловіки)  | 42.694   | 4 Q    | 42.925          | 7               | Завершив виступ | Завершив виступ |
| Ангел Кодінов   | К-1, 1000 м (чоловіки) | 4:27.904 | 5 Q    | 4:30.574        | 6 FB            | 4:10.102        | 14              |

Пояснення до кваліфікації: FA = Кваліфікувались до фіналу A (за медалі); FB = Кваліфікувались до фіналу B (не за медалі)

## Велоспорт

### Шосе
| Спортсмен      | Дисципліна                       | Час          | Місце        |
| -------------- | -------------------------------- | ------------ | ------------ |
| Стефан Христов | Групова шосейна гонка (чоловіки) | Не фінішував | Не фінішував |

## Фехтування
| Спортсмен    | Дисципліна                     | 1/16 фіналу            | 1/8 фіналу         | Чвертьфінал        | Півфінал           | Фінал / БМ         | Фінал / БМ      |
| Спортсмен    | Дисципліна                     | Суперник Результат     | Суперник Результат | Суперник Результат | Суперник Результат | Суперник Результат | Місце           |
| ------------ | ------------------------------ | ---------------------- | ------------------ | ------------------ | ------------------ | ------------------ | --------------- |
| Панчо Пасков | індивідуальна шабля (чоловіки) | Якименко (RUS) W 15–14 | Сабо (GER) L 6–15  | Завершив виступ    | Завершив виступ    | Завершив виступ    | Завершив виступ |

## Гімнастика

### Художня гімнастика
| Спортсменка       | Дисципліна                  | Кваліфікація | Кваліфікація | Кваліфікація | Кваліфікація | Кваліфікація | Кваліфікація | Фінал  | Фінал  | Фінал  | Фінал   | Фінал   | Фінал |
| Спортсменка       | Дисципліна                  | Обруч        | М'яч         | Булави       | Стрічка      | Загалом      | Місце        | Обруч  | М'яч   | Булави | Стрічка | Загалом | Місце |
| ----------------- | --------------------------- | ------------ | ------------ | ------------ | ------------ | ------------ | ------------ | ------ | ------ | ------ | ------- | ------- | ----- |
| Невіана Владінова | Індивідуальне багатоборство | 17.666       | 17.700       | 17.800       | 17.800       | 70.966       | 6 Q          | 17.883 | 17.750 | 18.050 | 17.050  | 70.733  | 7     |

| Спортсменка                                                                                | Дисципліна            | Кваліфікація | Кваліфікація     | Кваліфікація | Кваліфікація | Фінал     | Фінал            | Фінал   | Фінал |
| Спортсменка                                                                                | Дисципліна            | 5 стрічок    | 6 булав 2 обручі | Загалом      | Місце        | 5 стрічок | 6 булав 2 обручі | Загалом | Місце |
| ------------------------------------------------------------------------------------------ | --------------------- | ------------ | ---------------- | ------------ | ------------ | --------- | ---------------- | ------- | ----- |
| Ренета Камберова Любоміра Казанова Міхаела Маєвська Цветеліна Найденова Хрістіана Тодорова | групове багатоборство | 17.566       | 16.616           | 34.182       | 7 Q          | 17.700    | 18.066           | 35.766  | 3     |

## Дзюдо
| Спортсмен      | Категорія           | 1/32 фіналу        | 1/16 фіналу              | 1/8 фіналу                  | Чвертьфінали            | Півфінали          | Втішний поєдинок           | Фінал / БМ         | Фінал / БМ      |
| Спортсмен      | Категорія           | Суперник Результат | Суперник Результат       | Суперник Результат          | Суперник Результат      | Суперник Результат | Суперник Результат         | Суперник Результат | Місце           |
| -------------- | ------------------- | ------------------ | ------------------------ | --------------------------- | ----------------------- | ------------------ | -------------------------- | ------------------ | --------------- |
| Яніслав Герчев | до 60 кг (чоловіки) | Bye                | Tsai M-y (TPE) W 110–000 | Папінашвілі (GEO) L 000–100 | Завершив виступ         | Завершив виступ    | Завершив виступ            | Завершив виступ    | Завершив виступ |
| Івайло Іванов  | до 81 кг (чоловіки) | Bye                | de Wit (NED) W 110–000   | Lee S-s (KOR) W 010–000     | Стівенс (USA) L 000–100 | Завершив виступ    | Маркончіні (ITA) L 000–100 | Завершив виступ    | 7               |

## Сучасне п'ятиборство
| Спортсмен         | Дисципліна | Фехтування (шпага, один дотик) | Фехтування (шпага, один дотик) | Фехтування (шпага, один дотик) | Фехтування (шпага, один дотик) | Плавання (200 м вільним стилем) | Плавання (200 м вільним стилем) | Плавання (200 м вільним стилем) | Верхова їзда (конкур) | Верхова їзда (конкур) | Верхова їзда (конкур) | Комбіновано: стрільба/біг (10 м, пневматичний пістолет)/(3200 м) | Комбіновано: стрільба/біг (10 м, пневматичний пістолет)/(3200 м) | Комбіновано: стрільба/біг (10 м, пневматичний пістолет)/(3200 м) | Загалом очок | Підсумкове місце |
| Спортсмен         | Дисципліна | RR                             | BR                             | Місце                          | Очки                           | Час                             | Місце                           | Очки                            | Штрафні очки          | Місце                 | Очки                  | Час                                                              | Місце                                                            | MP Points                                                        | Загалом очок | Підсумкове місце |
| ----------------- | ---------- | ------------------------------ | ------------------------------ | ------------------------------ | ------------------------------ | ------------------------------- | ------------------------------- | ------------------------------- | --------------------- | --------------------- | --------------------- | ---------------------------------------------------------------- | ---------------------------------------------------------------- | ---------------------------------------------------------------- | ------------ | ---------------- |
| Дімітар Крастанов | чоловіки   | 19–16                          | 1                              | 14                             | 214                            | 2:04.96                         | 19                              | 326                             | EL                    | 33                    | 0                     | 11:02.95                                                         | 2                                                                | 638                                                              | 1179         | 33               |

## Академічне веслування
| Спортсмен                       | Дисципліна              | Заїзди  | Заїзди | Втішний заплив | Втішний заплив | Півфінали | Півфінали | Фінал   | Фінал |
| Спортсмен                       | Дисципліна              | Час     | Місце  | Час            | Місце          | Час       | Місце     | Час     | Місце |
| ------------------------------- | ----------------------- | ------- | ------ | -------------- | -------------- | --------- | --------- | ------- | ----- |
| Георгі Божилов Крістіан Васілєв | парні двійки (чоловіки) | 6:44:31 | 4 R    | 6:20.56        | 2 SA/B         | 6:47.00   | 6 FB      | 7:00.85 | 9     |

Пояснення до кваліфікації: FA=Фінал A (за медалі); FB=Фінал B (не за медалі); FC=Фінал C (не за медалі); FD=Фінал D (не за медалі); FE=Фінал E (не за медалі); FF=Фінал F (не за медалі); SA/B=Півфінали A/B; SC/D=Півфінали C/D; SE/F=Півфінали E/F; QF=Чвертьфінали; R=Потрапив у втішний заплив

## Стрільба
| Спортсмен        | Дисципліна                                       | Кваліфікація | Кваліфікація | Півфінал | Півфінал | Фінал            | Фінал            |
| Спортсмен        | Дисципліна                                       | Очки         | Місце        | Очки     | Місце    | Очки             | Місце            |
| ---------------- | ------------------------------------------------ | ------------ | ------------ | -------- | -------- | ---------------- | ---------------- |
| Самуїл Донков    | пневматичний пістолет, 10 метрів (чоловіки)      | 572          | 34           | Н/Д      | Н/Д      | Завершив виступ  | Завершив виступ  |
| Самуїл Донков    | пістолет, 50 метрів (чоловіки)                   | 541          | 32           | Н/Д      | Н/Д      | Завершив виступ  | Завершив виступ  |
| Антон Різов      | пневматична гвинтівка, 10 метрів (чоловіки)      | 617.3        | 42           | Н/Д      | Н/Д      | Завершив виступ  | Завершив виступ  |
| Антон Різов      | гвинтівка лежачи, 50 метрів (чоловіки)           | 621.2        | 27           | Н/Д      | Н/Д      | Завершив виступ  | Завершив виступ  |
| Антон Різов      | гвинтівка з трьох положень, 50 метрів (чоловіки) | 1161         | 35           | Н/Д      | Н/Д      | Завершив виступ  | Завершив виступ  |
| Антоанета Бонева | пневматичний пістолет, 10 метрів (жінки)         | 371          | 41           | Н/Д      | Н/Д      | Завершила виступ | Завершила виступ |
| Антоанета Бонева | пістолет, 25 метрів (жінки)                      | 583          | 5 Q          | 11       | 8        | Завершила виступ | Завершила виступ |

Пояснення до кваліфікації: Q = Пройшов у наступне коло; q = Кваліфікувався щоб змагатись у поєдинку за бронзову медаль

## Плавання
| Спортсмен          | Дисципліна                           | Попередній заплив | Попередній заплив | Півфінал         | Півфінал         | Фінал            | Фінал            |
| Спортсмен          | Дисципліна                           | Час               | Місце             | Час              | Місце            | Час              | Місце            |
| ------------------ | ------------------------------------ | ----------------- | ----------------- | ---------------- | ---------------- | ---------------- | ---------------- |
| Венціслав Айдарскі | марафон 10 кілометрів (чоловіки)     | Н/Д               | Н/Д               | Н/Д              | Н/Д              | 1:53:16.1        | 15               |
| Александар Ніколов | 100 метрів вільним стилем (чоловіки) | 50.08             | 41                | Завершив виступ  | Завершив виступ  | Завершив виступ  | Завершив виступ  |
| Ніна Рангелова     | 100 метрів вільним стилем (жінки)    | 55.71             | 31                | Завершила виступ | Завершила виступ | Завершила виступ | Завершила виступ |
| Ніна Рангелова     | 200 метрів вільним стилем (жінки)    | 1:58.57           | 22                | Завершила виступ | Завершила виступ | Завершила виступ | Завершила виступ |

## Теніс
| Спортсмен         | Дисципліна                  | 1/32 фіналу                     | 1/16 фіналу        | 1/8 фіналу         | Чвертьфінали       | Півфінали          | Фінал / БМ         | Фінал / БМ       |
| Спортсмен         | Дисципліна                  | Суперник Результат              | Суперник Результат | Суперник Результат | Суперник Результат | Суперник Результат | Суперник Результат | Місце            |
| ----------------- | --------------------------- | ------------------------------- | ------------------ | ------------------ | ------------------ | ------------------ | ------------------ | ---------------- |
| Григор Димитров   | одиночний розряд (чоловіки) | Чилич (CRO) L 1–6, 4–6          | Завершив виступ    | Завершив виступ    | Завершив виступ    | Завершив виступ    | Завершив виступ    | Завершив виступ  |
| Цветана Піронкова | одиночний розряд (жінки)    | Зігемунд (GER) 0L 6–1, 4–6, 2–6 | Завершила виступ   | Завершила виступ   | Завершила виступ   | Завершила виступ   | Завершила виступ   | Завершила виступ |

## Боротьба
Легенда:
- VT – Перемога на туше.
- PP – Перемога за очками – з технічними очками в того, хто програв.
- PO – Перемога за очками – без технічних очок в того, хто програв.
- ST – Перемога за очками – без технічних очок в того, хто програв and a margin of victory of at least 8 (Greco-Roman) or 10 (freestyle) points.
- SP – Перемога за очками – з технічними очками в того, хто програв and a margin of victory of at least 8 (Greco-Roman) or 10 (freestyle) points.

Чоловіки
| Спортсмен         | Категорія | Кваліфікація               | 1/8 фіналу                 | Чвертьфінал          | Півфінал                    | Втішний поєдинок 1 | Втішний поєдинок 2 | Фінал / БМ            | Фінал / БМ |
| Спортсмен         | Категорія | Суперник Результат         | Суперник Результат         | Суперник Результат   | Суперник Результат          | Суперник Результат | Суперник Результат | Суперник Результат    | Місце      |
| ----------------- | --------- | -------------------------- | -------------------------- | -------------------- | --------------------------- | ------------------ | ------------------ | --------------------- | ---------- |
| Владімір Дубов    | до 57 кг  | Bye                        | Денніс (USA) W 4–0 ST      | Гуйдя (ROU) W 5–0 VT | Хінчегашвілі (GEO) L 1–3 PP | Bye                | Bye                | Aliyev (AZE) L 1–3 PP | 5          |
| Борислав Новачков | до 65 кг  | Насірі (IRI) W 3–1 PP      | Гомес (PUR) L 1–3 PP       | Завершив виступ      | Завершив виступ             | Завершив виступ    | Завершив виступ    | Завершив виступ       | 8          |
| Гіоргі Іванов     | до 74 кг  | Bye                        | Макарашвілі (GEO) L 1–3 PP | Завершив виступ      | Завершив виступ             | Завершив виступ    | Завершив виступ    | Завершив виступ       | 12         |
| Михаїл Ганєв      | до 86 кг  | Уйтумен (MGL) W 5–0 VT     | Карімі (IRI) L 1–3 PP      | Завершив виступ      | Завершив виступ             | Завершив виступ    | Завершив виступ    | Завершив виступ       | 8          |
| Димитр Кумчев     | до 125 кг | Петріашвілі (GEO) L 0–4 ST | Завершив виступ            | Завершив виступ      | Завершив виступ             | Завершив виступ    | Завершив виступ    | Завершив виступ       | 18         |

Греко-римська боротьба
| Спортсмен          | Категорія | Кваліфікація               | 1/8 фіналу                  | Чвертьфінал            | Півфінал           | Втішний поєдинок 1 | Втішний поєдинок 2   | Фінал / БМ              | Фінал / БМ |
| Спортсмен          | Категорія | Суперник Результат         | Суперник Результат          | Суперник Результат     | Суперник Результат | Суперник Результат | Суперник Результат   | Суперник Результат      | Місце      |
| ------------------ | --------- | -------------------------- | --------------------------- | ---------------------- | ------------------ | ------------------ | -------------------- | ----------------------- | ---------- |
| Daniel Aleksandrov | до 75 кг  | Джулфалакян (ARM) W 3–1 PP | Бачі (HUN) L 0–4 ST         | Завершив виступ        | Завершив виступ    | Завершив виступ    | Завершив виступ      | Завершив виступ         | 11         |
| Ніколай Байряков   | до 85 кг  | Bye                        | Боуджемліне (ALG) W 3–0 PO  | Беленюк (UKR) L 1–4 SP | Завершив виступ    | Bye                | Отман (EGY) W 3–1 PP | Гамзатов (BLR) L 1–3 PP | 5          |
| Еліс Гурі          | до 98 кг  | Халуї (ALG) W 4–0 ST       | Надареїшвілі (GEO) W 3–1 PP | Шон (SWE) L 0–4 ST     | Завершив виступ    | Завершив виступ    | Завершив виступ      | Завершив виступ         | 7          |

Жінки
| Спортсменка   | Категорія | Кваліфікація          | 1/8 фіналу               | Чвертьфінал              | Півфінал               | Втішний поєдинок 1  | Втішний поєдинок 2  | Фінал / БМ              | Фінал / БМ |
| Спортсменка   | Категорія | Суперниця Результат   | Суперниця Результат      | Суперниця Результат      | Суперниця Результат    | Суперниця Результат | Суперниця Результат | Суперниця Результат     | Місце      |
| ------------- | --------- | --------------------- | ------------------------ | ------------------------ | ---------------------- | ------------------- | ------------------- | ----------------------- | ---------- |
| Еліца Янкова  | до 48 кг  | Муамбо (CMR) W 4–0 ST | Дадашева (RUS) W 3–1 PP  | Кастільйо (COL) W 3–1 PP | Стадник (AZE) L 0–5 VT | Bye                 | Bye                 | Бермудес (ARG) W 3–1 PP | 3          |
| Мімі Христова | до 58 кг  | Орхон (MGL) L 1–3 PP  | Завершила виступ         | Завершила виступ         | Завершила виступ       | Завершила виступ    | Завершила виступ    | Завершила виступ        | 15         |
| Тайбе Юсейн   | до 63 кг  | Bye                   | Пирожкова (USA) L 1–3 PP | Завершила виступ         | Завершила виступ       | Завершила виступ    | Завершила виступ    | Завершила виступ        | 13         |